# مرض سر جزيرة النخيل

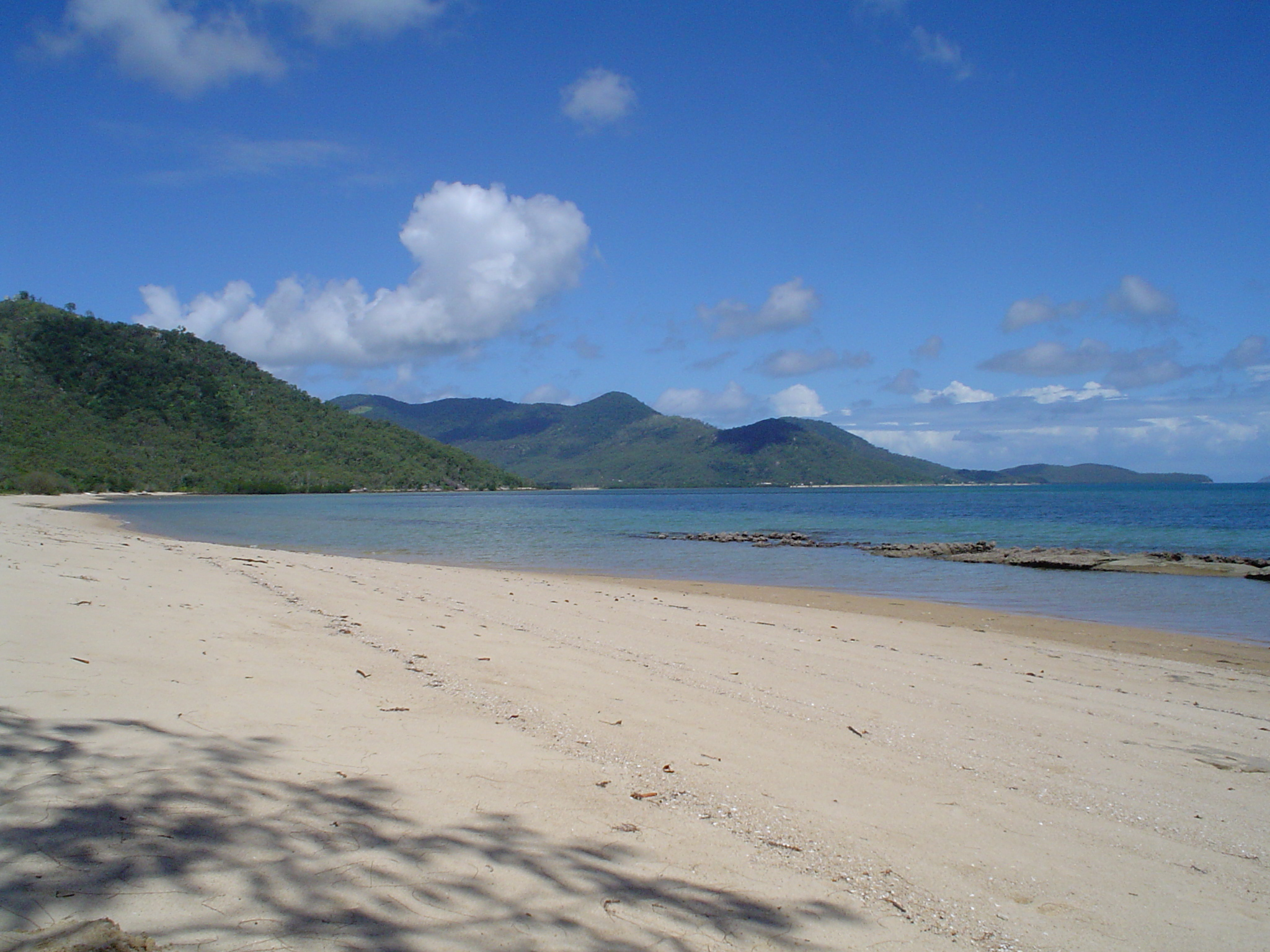
صورة من جزيرة النخيل

في عام 1979، تم الكشف عن اللتهاب المعوي الكبدي، المعررف أيضاً باسم مرض سر جزيرة النخيل، ووصف بأنه شبيه للالتهاب الكبدي (يرتبط في معظم الحالات بالإسهال الدموي والجفاف) في 148 شخص (138 طفل و10 بالغين) من السكان الأصليين وسكان جزر مضيق تورس في جزيرة بالم كوينزلاند.

## الأسباب
وقد تقرر أن سبب الفاشية هو إضافة جرعات مفرطة من كبريتات النحاس إلى إمدادات المياه من سد سليمان لاستهداف ازهار البكتريا الزرقاء وسيليندروسبيرموبسيس راسيبورسكي، وكانت الجرعات المفرطة نتيجة لاستخدام مقاولين أقل تكلفة للسيطرة على الطحالب، الذين كانوا غير مؤهلين في هذا المجال. كما وصفت السموم من البكتيريا الزرقاء نفسها بأنها قد تكون سبب محتمل، وشملت الاقتراحات في وقت مبكر داء السهميات.

## الأعراض
اشتملت الأعراض التهاب المعوي الكبدي على الإسهال والتقيؤ وفقدان التوازن والارتباك.
وتشمل آثار النماء السابق للولادة من تلوث ماء الشرب بالبكتريا الزرقاء، حيثُ قد تؤدي إلى الولادة المبكرة وانخفاض وزن الولادة والعيوب الخلقية المكتشفة عند الولادة، وفي عام 1996، كان هناك 63 وفاة تعزى إلى تلوث مياه الشرب في كاروارو في البرازيل.